# Magdalena Eriksson
Magdalena "Magda" Eriksson (Estocolmo, 8 de setembro de 1993) é uma futebolista profissional sueca que atua como defensora. Atualmente (2023), joga pelo FC Bayern München, clube sediado na cidade de Munique na Alemanha. Integra a Seleção Sueca de Futebol Feminino desde 2014. 

## Carreira
Magdalena Eriksson integra a Seleção Sueca de Futebol Feminino desde 2014, tendo participado nas Olimpíadas de 2016. 
Integrou a  Seleção Sueca de Futebol Feminino na Copa do Mundo de Futebol Feminino de 2023, tendo a Suécia ficado em 3.º lugar, e conquistado a medalha de bronze.

## Clubes
Jogou por vários clubes: 
- Hammarby IF DFF (2011)
- Djurgårdens IF (2012)
- Linköpings FC (2013–2017)
- Chelsea (2017–2023)
- Bayern München (2023–�)

## Títulos
Magdalena Eriksson conquistou vários títulos durante a sua carreira desportiva: 
- Jogos Olímpicos – Futebol feminino -  2016
- Campeonato Sueco de Futebol Feminino -  2016
- Copa da Suécia de Futebol Feminino –  2013/2014,  2014/2015
- Campeonato Europeu de Futebol Feminino Sub-19 – 2011/2012
- Algarve Cup –  2018
- Campeonato Inglês de Futebol Feminino -  2017/2018,  2020/2021,  2021/2022,  2022/2023
- Copa da Inglaterra -  2017/2018, 2021/2022, 2022/2023
- Supercopa Feminina da Inglaterra –  2020/2021